# 내곡천
내곡천(內谷川)은 서울특별시 서초구 내곡동 대모산에서 발원하여 세곡천으로 흘러드는 하천이다. 1991년 4월 8일부터 8월 31일까지, 이듬해 3월 20일부터 7월 17일까지 일부 구간에 한하여 제방 정비 공사를 진행하였다.